# Pollice verso

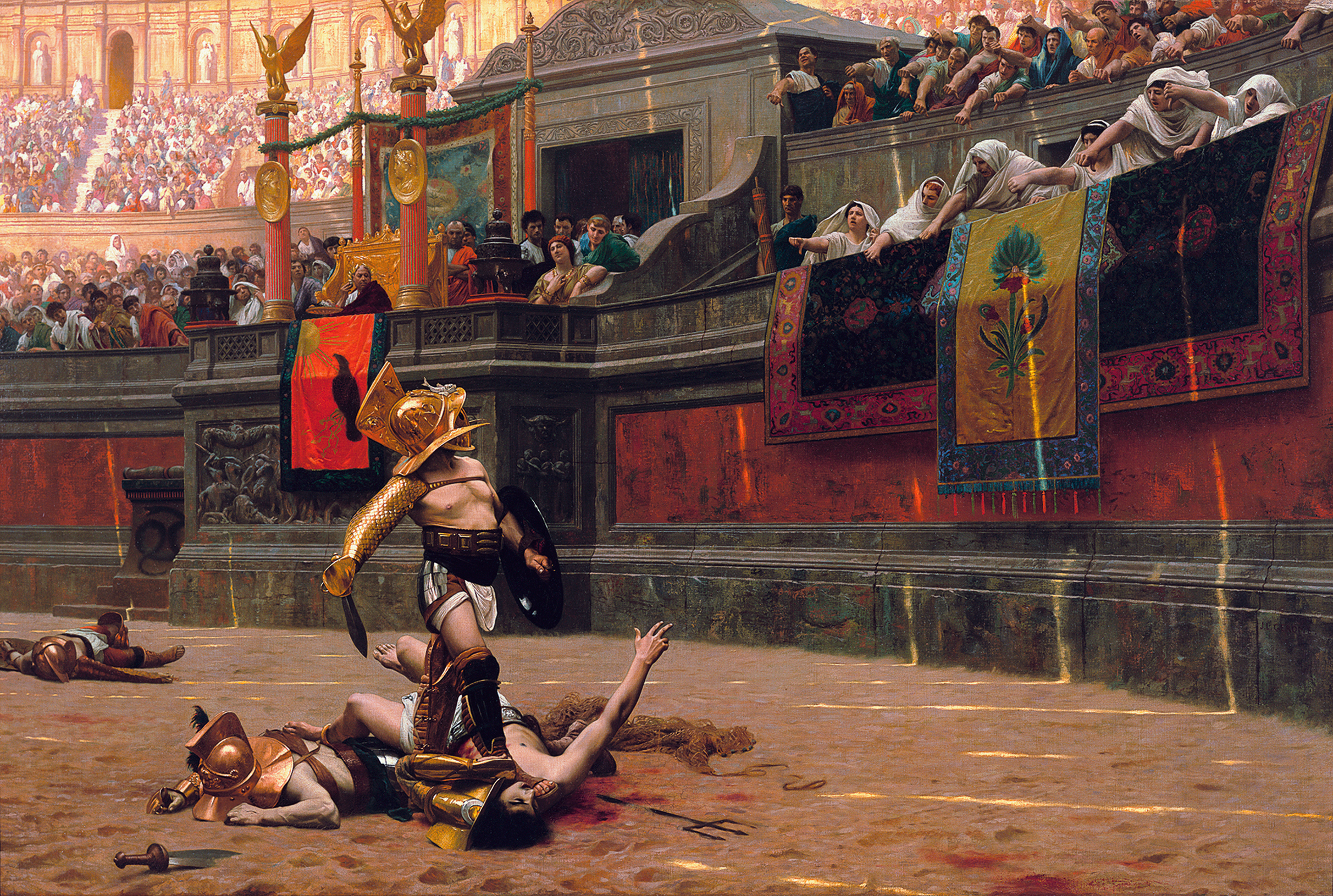
Jean-Léon Gérôme – Pollice verso (1872)

Pollice verso (lub verso pollice) – w starożytnym Rzymie gest skazujący pokonanego gladiatora na śmierć. Wbrew obiegowym opiniom oraz obrazowi rozpowszechnianemu przez współczesną kinematografię, nie ma dowodów na to, by u Rzymian miał on rzeczywiście mieć postać kciuka skierowanego w dół. Jak podaje Władysław Kopaliński, żądanie dobicia rannego gladiatora w rzymskim cyrku wyrażano przez podniesienie kciuka w górę, wyprostowanie go i, być może, kręcenie nim. Obrócenie kciuka ku dołowi oznaczało życzenie ułaskawienia.

## Tłumaczenie
Zwrot pollice verso (Abl. sing.) oznacza dosłownie "odwróconym kciukiem".
Jest również stosowane w mianowniku sformułowanie pollex versus (N. sing.), co znaczy „odwrócony kciuk”. Zwrot pochodzi od pollex, -icis, czyli „kciuk” oraz versus, -a, -um będący imiesłowem biernym cz. przeszłego dokonanego od: verto, vertere, verti, versum, i jest tłumaczone jako „zwracać, obracać”. W samej nazwie gestu brak jest jednak bezpośredniego wskazania, w którym kierunku kciuk jest skierowany.

## Trudności w rekonstrukcji gestu
Określenie dokładnego stosowania „gestu śmierci” jest trudne, ponieważ brakuje odnoszących się do tego starożytnych źródeł ikonograficznych. Można opierać się jedynie na źródłach pisanych, które są jednak nieliczne, a sam gest opisują najczęściej zbyt ogólnie.
Juwenalis (Satyry III,36) używa zwrotu: verso pollice:

quondam hi cornicines et municipalis harenae        34

perpetui comites notaeque per oppida buccae        35

munera nunc edunt et, verso pollice vulgus          36

cum iubet, occidunt populariter;                             37

Niegdyś banda, po miastach z wzdętych pysków znana, 

Ci trębacze, kibice przy nędznej arenie,

Teraz dają igrzyska i na ich skinienie (verso pollice)

Giną ludzie

Podobnego zwrotu – converso pollice, używa Aurelius Prudentius (Libri contra Symmachum), co można tłumaczyć podobnie jak verso pollice („kręcenie/przekręcenie kciuka").
Kwintylian (Institutio oratoria XI 3,119) wspomina o geście infesto pollice, który dosłownie można przetłumaczyć jako „nieprzyjazny/wrogi kciuk”, nie mówi to jednak nic o dokładnym ułożeniu kciuka, poza tym wspomina o nim jako o geście oratorskim przy braku odniesienia do walk gladiatorów.
To samo sformułowanie (infesto pollice) powtórzone jest w  Anthologia Latina (415,27–28), już w kontekście walki gladiatora na arenie. Tekst przywołuje obraz tłumu wymachującego „wrogim kciukiem” w kierunku pokonanego gladiatora. Jednoznacznie identyfikuje infesto pollice z gestem skazującym na śmierć, wciąż jednak nie opisuje wystarczająco szczegółowo wyglądu owego gestu.
Pliniusz odnotowuje zwrot pollices premere (Naturalis historia XXVIII,25), który można tłumaczyć jako "kciuk skierowany w dół", "kciuk ściśnięty wewnątrz dłoni" (otoczony pozostałymi palcami) lub "kciuk przyciśnięty do dłoni" (od zewnątrz); opisywany jest on jako gest akceptacji.
Według obecnego stanu badań najbardziej prawdopodobną wydaje się hipoteza, iż kciuk przyciśnięty do palca wskazującego (dłoń zwinięta w pięść) oznaczał żądanie łaski, natomiast kciuk wystający ponad zwiniętą pięść (kierunek zdaje się nie mieć znaczenia) oznaczał zadanie śmiertelnego ciosu. Zwycięzca wykonywał go oburącz, wbijając miecz w plecy w okolicy lewej łopatki lub w serce, między lewy obojczyk a szyję. Gest ręki oznaczał więc zadanie takiego ciosu poprzez wbicie ostrza aż po samą rękojeść.

## Zamiastpollice verso
Marcjalis wspomina również w Liber spectaculorum o zwyczaju machania chusteczką lub wzywaniu krzykiem do ułaskawienia pokonanego gladiatora. Swetoniusz podaje, że cesarz August, przeciwstawiając się mordowaniu pokonanych, zabronił występowania na arenie bez uzyskania wcześniej gwarancji ułaskawienia.

## W kulturze współczesnej
Akademickie malarstwo historyczne taką scenę rozgrywającą się na arenie spopularyzowało obrazem J.-L. Gérôme'a (płótno, olej; obecnie w Phoenix Art Museum), ukazującym grupę westalek wydających wyrok na pokonanego gladiatora. Gest przypomniany jest również na obrazie Normana Lindsaya, przedstawiającym symboliczne odrzucenie ukrzyżowanego Jezusa Chrystusa przez pogan (Pollice verso, 1904, atrament, papier; obecnie w National Gallery of Australia).
Poza tym gest występuje często w filmach o starożytnym Rzymie, np. Spartakus Kubricka czy Barabasz Fleischera; w Gladiatorze R. Scotta gest występuje wielokrotnie w scenach walk gladiatorów.